# Rowlandius
Genre
Rowlandius est un genre de schizomides de la famille des Hubbardiidae.

## Distribution
Les espèces de ce genre se rencontrent aux Antilles, en Amérique centrale et en Amérique du Sud.

## Liste des espèces
Selon Schizomids of the World (version 1.0) :
- Rowlandius abeli Armas, 2002
- Rowlandius alayoni (Armas, 1989)
- Rowlandius anasilviae (Armas & Abud Antun, 1990)
- Rowlandius arduus Armas, Villarreal & Colmenares-García, 2009
- Rowlandius baracoae (Armas, 1989)
- Rowlandius biconourus (Rowland & Reddell, 1979)
- Rowlandius casabito (Armas & Abud Antun, 1990)
- Rowlandius chinoi Armas, 2010
- Rowlandius cousinensis (Rowland & Reddell, 1979)
- Rowlandius cubanacan (Armas, 1989)
- Rowlandius cupeyalensis Armas, 2002
- Rowlandius desecheo (Rowland & Reddell, 1979)
- Rowlandius ducoudrayi (Armas & Antun, 1990)
- Rowlandius dumitrescoae (Rowland & Reddell, 1979)
- Rowlandius engombe Armas & Abud Antun, 2002
- Rowlandius falcifemur Teruel, 2003
- Rowlandius florenciae Teruel, 2003
- Rowlandius gladiger (Dumitresco, 1977)
- Rowlandius gracilis Teruel, 2004
- Rowlandius guantanamero Teruel, 2004
- Rowlandius insignis (Hansen, 1905)
- Rowlandius isabel Armas & Abud Antun, 2002
- Rowlandius jarmillae Armas & Cokendolpher, 2002
- Rowlandius labarcae (Armas, 1989)
- Rowlandius lantiguai (Armas & Abud Antun, 1990)
- Rowlandius linsduarteae Santos, Dias, Brescovit & Santos, 2008
- Rowlandius littoralis Teruel, 2003
- Rowlandius longipalpus (Rowland & Reddell, 1979)
- Rowlandius marianae Teruel, 2003
- Rowlandius melici Teruel, 2003
- Rowlandius mixtus Teruel, 2004
- Rowlandius moa Armas, 2004
- Rowlandius monensis (Rowland & Reddell, 1979)
- Rowlandius monticola Armas, 2002
- Rowlandius naranjo (Armas & Abud Antun, 1990)
- Rowlandius negreai (Dumitresco, 1973)
- Rowlandius peckorum (Rowland & Reddell, 1979)
- Rowlandius primibiconourus (Rowland & Reddell, 1979)
- Rowlandius ramosi Armas, 2002
- Rowlandius recuerdo (Armas, 1989)
- Rowlandius reyesi Teruel, 2000
- Rowlandius serrano Teruel, 2003
- Rowlandius siboney Armas, 2002
- Rowlandius steineri Armas, 2002
- Rowlandius sul Cokendolpher & Reddell, 2000
- Rowlandius terueli Armas, 2002
- Rowlandius toldo Armas, 2002
- Rowlandius tomasi Armas, 2007
- Rowlandius vinai Teruel, 2003
- Rowlandius viquezi Armas, 2009
- Rowlandius virginiae Armas & Abud Antun, 2002
- Rowlandius viridis (Rowland & Reddell, 1979)
- † Rowlandius velteni (Krüger & Dunlop, 2010)

et décrites depuis :
- Rowlandius candidae Teruel, Armas & Rodríguez, 2012
- Rowlandius guama Teruel & Armas, 2012
- Rowlandius guamuhaya Teruel, Armas & Rodríguez, 2012
- Rowlandius martinezi Teruel, 2012
- Rowlandius pedrosoi Giupponi, Miranda & Villarreal, 2016
- Rowlandius potiguar Santos, Ferreira & Buzatto, 2013
- Rowlandius reconditus Teruel, Armas & Rodríguez, 2012
- Rowlandius rociogarciae Delgado-Santa & Armas, 2013
- Rowlandius solanllyae Teruel, 2021
- Rowlandius ubajara Santos, Ferreira & Buzatto, 2013
- Rowlandius ufpi Silva, Santos & Carvalho, 2024

Rowlandius decui a été placée dans le genre Dumitrescoella par Teruel en 2017.
Rowlandius arenicola et Rowlandius digitiger ont été placées dans le genre Vinabayesius par Teruel et Rodríguez-Cabrera en 2021.

## Étymologie
Ce genre est nommé en l'honneur de J. Mark Rowland.

## Publication originale
- Reddell & Cokendolpher, 1995 : « Catalogue, bibliography and generic revision of the order Schizomida (Arachnida). » Texas Memorial Museum Speleological Monographs, no 4, p. 1-170 (texte intégral) (en).